# Jingcheng, Zhangping
Jingcheng (kinesiska: 菁城) är ett stadsdelsdistrikt i sydöstra Kina. Det ligger i Zhangping i staden Longyan i provinsen Fujian, omkring 210 kilometer sydväst om provinshuvudstaden Fuzhou. Antalet invånare är 54 753. Befolkningen består av 26 188 kvinnor och 28 565 män. Barn under 15 år utgör 15,0 %, vuxna 15-64 år 77 %, och äldre över 65 år 7,0 %.